# Batracomorphus piceatus
Batracomorphus piceatus är en insektsart som beskrevs av William Lucas Distant 1908. Batracomorphus piceatus ingår i släktet Batracomorphus och familjen dvärgstritar. Inga underarter finns listade i Catalogue of Life.